# Урдіалес-дель-Парамо
Урдіалес-дель-Парамо (ісп. Urdiales del Páramo) — муніципалітет в Іспанії, у складі автономної спільноти Кастилія-і-Леон, у провінції Леон. Населення — 576 осіб (2010).
Муніципалітет розташований на відстані близько 280 км на північний захід від Мадрида, 31 км на південний захід від Леона.
На території муніципалітету розташовані такі населені пункти: (дані про населення за 2010 рік)
- Мансілья-дель-Парамо: 170 осіб
- Урдіалес-дель-Парамо: 344 особи
- Вільяррін-дель-Парамо: 62 особи

## Демографія
Динаміка населення (INE ):